# Saint-Rémy-de-Sillé
 Saint-Rémy-de-Sillé  es una población y comuna francesa, situada en la región de Países del Loira, departamento de Sarthe, en el distrito de Mamers y cantón de Sillé-le-Guillaume.

## Demografía
| 801 | 734 | 696 | 666 | 722 | 791 |
| Para los censos de 1962 a 1999 la población legal corresponde a la población sin duplicidades (Fuente: INSEE [Consultar]) |     |     |     |     |     |